# ذو رؤيتين

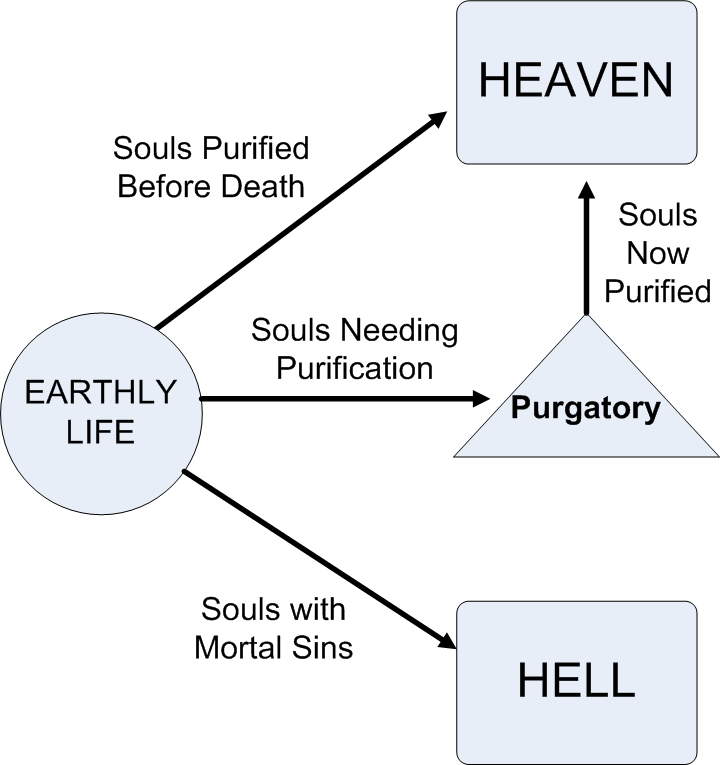
مخطط انسيابي لدور المطهر في وجهة نظر الروم الكاثوليك للآخرة

مضمون اللغتين أو ذو الرؤيتين كما سماه أمير خسرو هو عند البلغاء أن يأتي الكاتب أو الشاعر بكلام متضمنا معنى في لغتين، أي يمكن قراءته بلغتين. وقيل ذو الرؤيتين هو ما كان له معنى في اللغتين دون مراعاة تنقيط الحروف.

## وصلات خارجية
- مضمون | لغت نامه دهخدا